# Tempio di Zeus (Siracusa)
Il tempio di Zeus Olimpio detto anche Olympeion costruito nei primi decenni del VI secolo a.C. sorge su un poggio elevato rispetto alla pianura sottostante. 
Esso è il secondo tempio più antico di Siracusa dopo quello di Apollo in Ortigia e viene anche chiamato comunemente dai siracusani il tempio "re' du culonne", per la presenza di sole due colonne superstiti.

## Il tempio

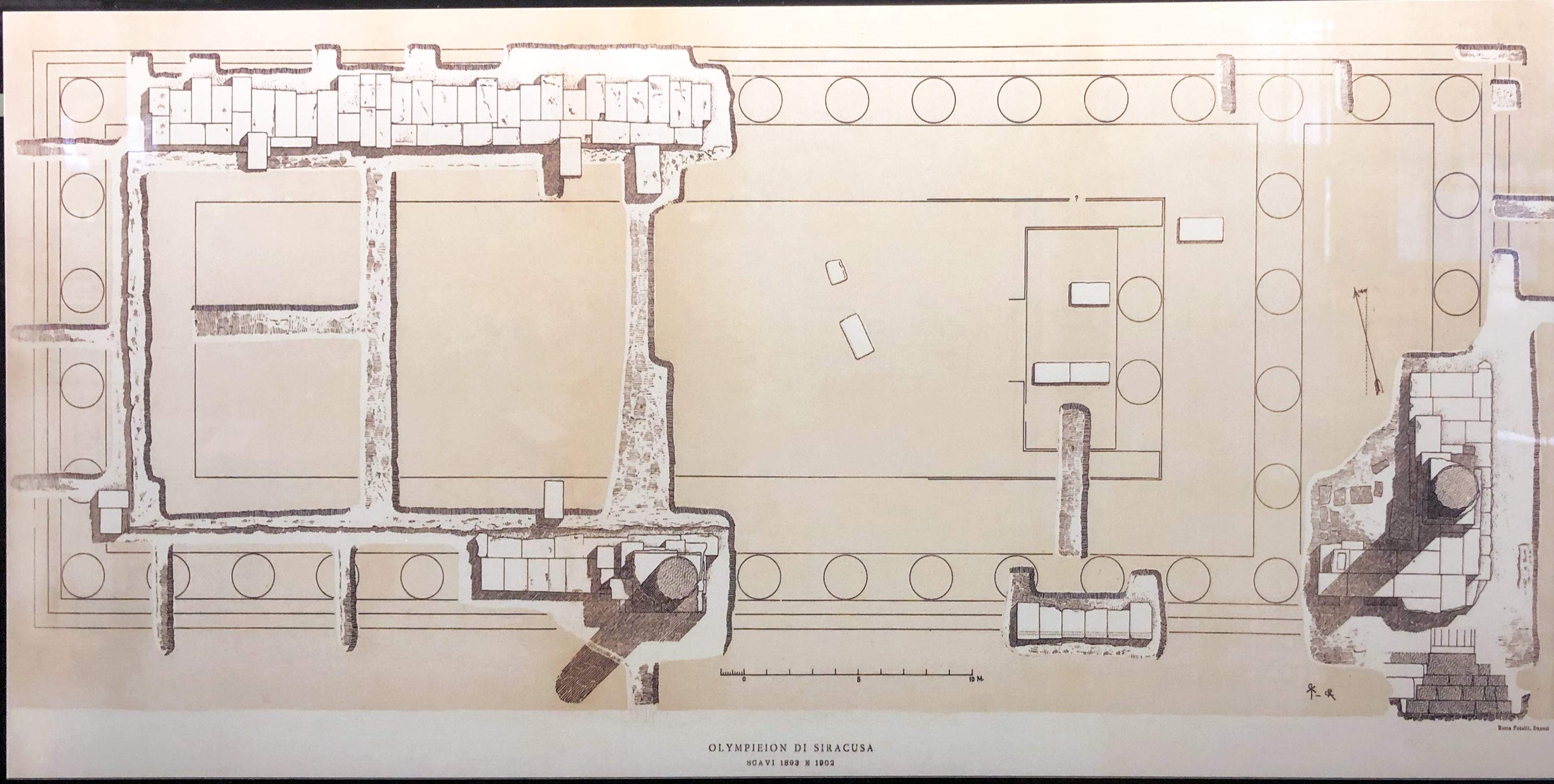
Mappa dell'Olympeion

Le due colonne attuali all'angolo SE e sul lato meridionale, hanno ispirato i viaggiatori del 1700 e del primo Ottocento, i vedutisti tardo romantici, ed anche gli artisti del nostro tempo (fino al tardo Settecento rimanevano erette otto colonne monolitiche). Dal tempio si ha la veduta completa del Porto grande, delle Saline, di Ortigia e del Plemmirio. Non per caso i Greci, questo tempio era un riferimento per i naviganti che entravano o uscivano dal porto di Siracusa.
Qui a poca distanza dall'approdo del porto grande e dalla via Elorina, non lontano da fonti sacre come quella di Ciane, sorgeva un proisteion, cioè un piccolo abitato suburbano di cui le fonti ci hanno tramandato il nome, Polichne. Dagli scavi accurati condotti a più riprese, sono state ricostruite le caratteristiche della cella con pronao e adyton, della peristasi con duplice ordine di 6 colonne sulla fronte e del rivestimento decorativo in terracotta con motivi molto simili a quelli dell'Apollonion. Tutto conferma la grandiosità e l'arcaicità dell'edificio, di cui le fonti attestano l'importanza a livello religioso e giuridico-civile.

La casta sacerdotale di questo tempio era infatti la prima per rango della città; nel tempio inoltre erano custodite le liste censitarie dei cittadini; nell'età di Dionigi il tempio accolse una grandiosa statua criselefantina di Zeus, che il Tiranno rivestì di un manto prezioso. Al tempio conduceva una ierà odòs che attraversava tutte le più importanti aree sacre cittadine e le stesse paludi Lisimelie.
Presso il tempio si accamparono gli Ateniesi, a più riprese i Cartaginesi e infine i Romani nelle loro guerre di conquista contro Siracusa. Il tempio infatti fu depredato più volte nella storia.
La presenza di un tempio così importante fuori dalle mura della città (le liste censitarie e i tesori ne sono una testimonianza), potrebbero suggerire un valore sacrale della zona. Forse legato al primo punto di approdo di Archia e dei coloni all'epoca della fondazione, prima di cacciare i siculi da Ortigia. Questo importante riscontro proviene da una citazione delle Vite Parallele nel Nicia di Plutarco:
(Plutarco, Vite Parallele)
Ne Le Verrine Cicerone (II, IV, 128) ci informa che presso il tempio era presente una statua di Zeus Imperatore che i greci chiamavano Urio e che secondo l'accusa il governatore romano Verre aveva prontamente provveduto a far sparire.

## Testimonianze dal passato

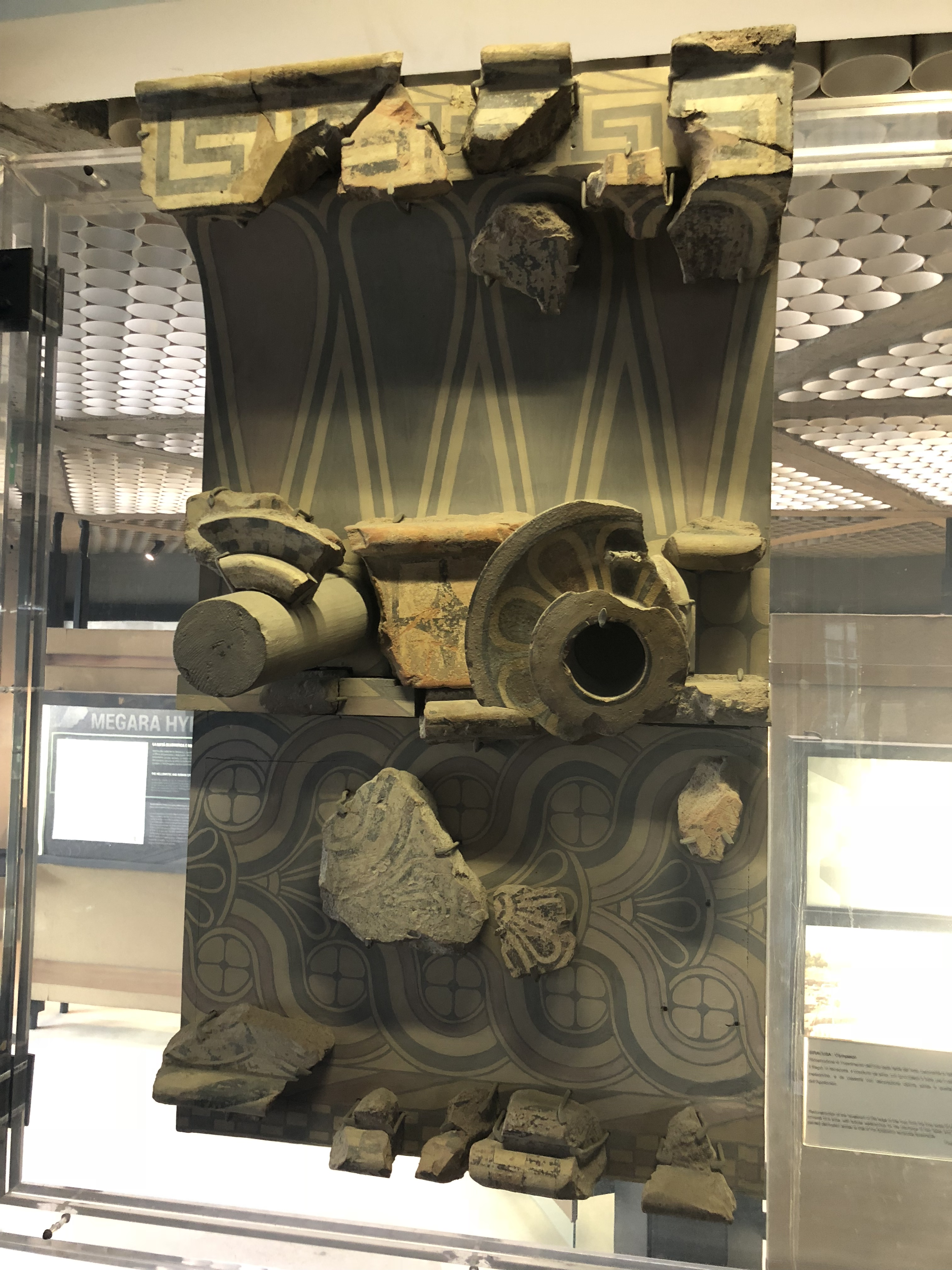
Falde del tetto dell'Olympeion

Nel 1767 von Riedesel scriveva del tempio: “Sulla sponda del fiume Anapo, che sfocia nel porto grande, si trovano due grandi colonne e tre cadute. Le cinque colonne sono di ordine dorico e sono i resti del famoso tempio di Zeus Olimpico nel quale gli ateniesi si rifugiarono dopo la sconfitta umiliante ricevuta dai siracusani”

Nel 1777 Jean Hoüel riporta nel suo Voyage pittoresque des isles de Sicile, de Malte et de Lipari: 

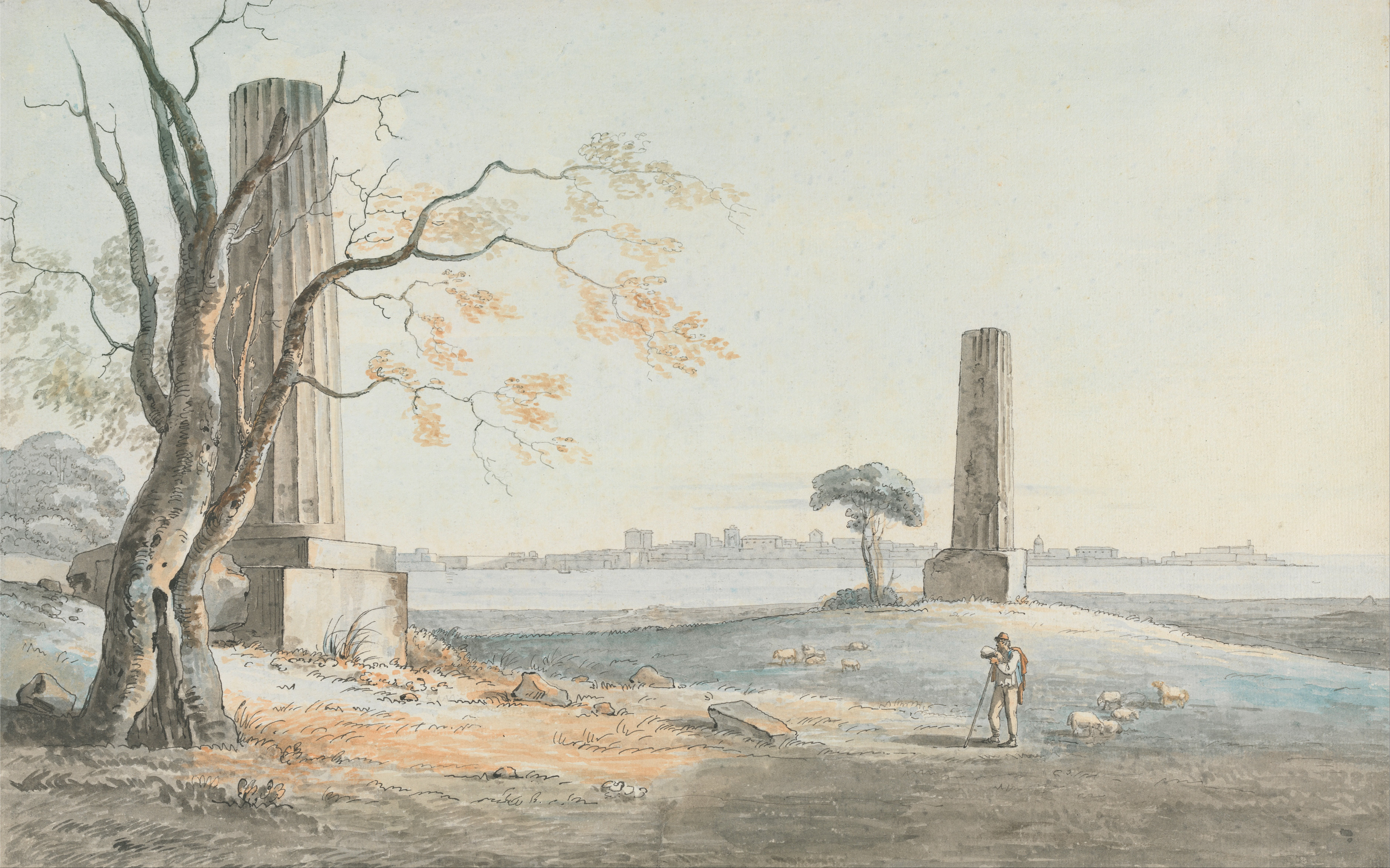
Henry Tresham (1751 - 1814) - Rovine del tempio di Zeus

Vivant Denon ci fornisce delle informazioni utili riguardo al luogo parlando della proprietà del terreno su cui sorgono e della distruzione delle colonne. 
(Dominique Vivant Denon Voyage en Sicilie (1787))
Interessante è anche il fatto che per raggiungere questo luogo il pittore sia arrivato in barca, dapprima giungendo all'imboccatura dell'Anapo e poi arrivando sin sotto il tempio. Ciò perché l'area dei Pantanelli era in passato quasi sempre inondata.

## Criticità
Nonostante l'indubbia importanza del luogo e della sua storia il sito dove sorge, il tempio è chiuso al pubblico da diversi anni a causa della carenza di custodi da parte dell'ente gestore, la Regione siciliana.